# Globba multiflora
Globba multiflora är en enhjärtbladig växtart som beskrevs av Nathaniel Wallich och John Gilbert Baker. Globba multiflora ingår i släktet Globba och familjen Zingiberaceae. Inga underarter finns listade i Catalogue of Life.